# Oreogrammitis frigida
Oreogrammitis frigida är en stensöteväxtart som först beskrevs av Henry Nicholas Ridley, och fick sitt nu gällande namn av Barbara S. Parris. Oreogrammitis frigida ingår i släktet Oreogrammitis och familjen Polypodiaceae. Inga underarter finns listade.